# Adidas Superstar

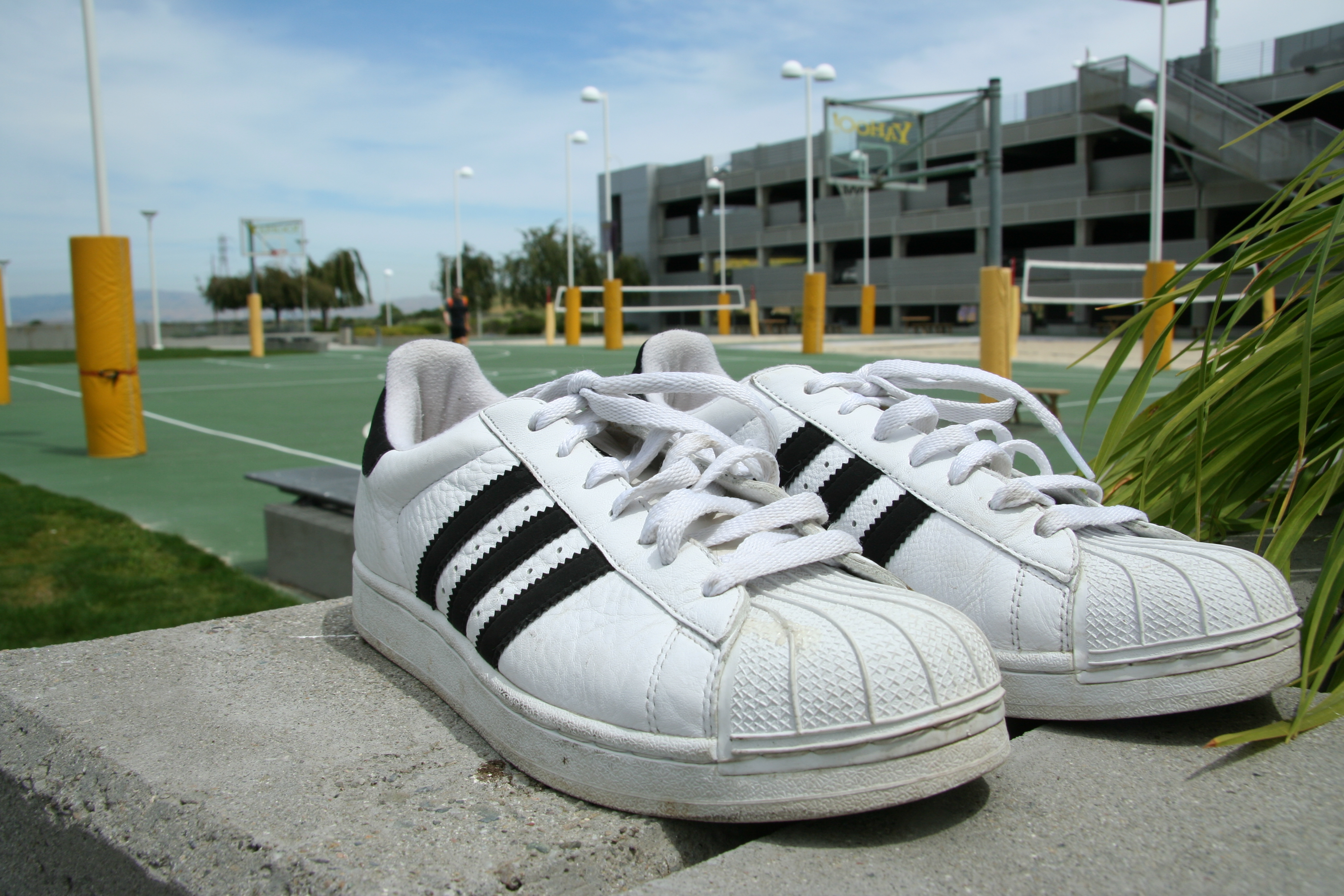
Une paire de Superstar blanche.

La Superstar est une basket fabriquée par la société de produits de sport Adidas depuis 1969. La caractéristique principale de ce modèle est son embout en caoutchouc, surnommé « shell-toes » (orteils de coquille) quand la Superstar fut introduite aux États-Unis. Dans les années 1970, la Superstar a cependant été livrée sans renfort en caoutchouc pour les joueurs de la NBA, puisque certains se sont plaints de douleurs aux orteils. Ces Superstars sont très rares et très recherchés par les collectionneurs. La version montante de la Superstar est la chaussure de basket-ball Pro Model.

## Histoire
Le design de la Superstar est inspiré des premières chaussures de basket créées par Adidas, notamment les All Round, Super Grip et Pro Model. Lorsque la chaussure a été introduite, c'était la première chaussure de basket à présenter un tout-cuir supérieur avec sa désormais célèbre shelltoe en caoutchouc. Avec son protège orteil en caoutchouc, sa languette surélevé couvrant le tendon d'Achille et sa semelle non marquante, la chaussure a attiré l'attention de certains des meilleurs joueurs de la NCAA et de la NBA, notamment Kareem Abdul-Jabbar. Dans les premières années de sa mise en vente, la Superstar a été porté par plus de 75 % des joueurs de la NBA ; une preuve de sa technologie révolutionnaire qui reste pertinente aujourd'hui. Au cours des quelques années qui suivent, la Superstar passera du terrain de basket au trottoir et, par conséquent, restera dans la conscience du public.

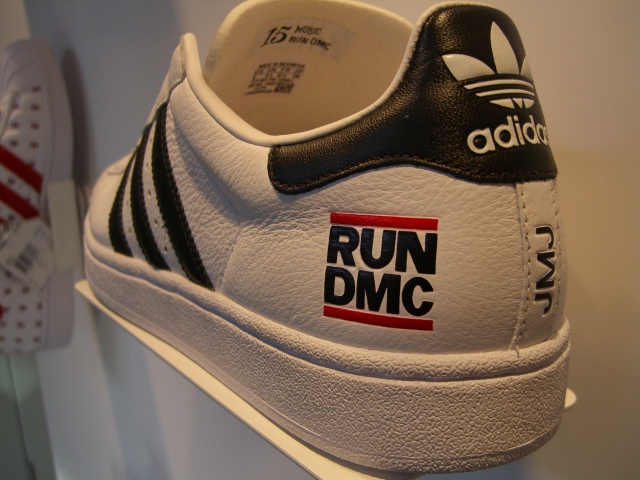
Superstar 35e Anniversary Music Series #15 Run DMC.

En 1983, à Hollis Queens, New York, survient Run-DMC, un groupe de rap qui refuse de se conformer aux normes pop en décidant de s'habiller sur scène à la manière de s'habiller dans la rue. Le trio était connu pour porter les Superstars sans lacets, poussant la languette dépliée à l'extérieur de la chaussure. La Superstar reçu beaucoup de promotion de la part du groupe de rap, ce dernier faisant des tournées à travers les États-Unis, ce qui provoqua l'augmentation des ventes de la chaussure Superstar. Répondant à une chanson de rap anti-baskets de Jerrald Deas appelé Felon Sneakers, le trio sort une chanson appelée My Adidas en 1986. La chanson rend hommage à la chaussure Superstar, et tente de renverser le stéréotype du b-boy. Plusieurs années plus tard, Adidas signe finalement un accord publicitaire avec le groupe pour 1 000 000 $. L'accord conclu entre Run-D.M.C. et Adidas est le premier contrat de sponsoring entre des artistes hip-hop et une grande société, de plus une ligne de vêtements Run-D.M.C. approuvé de la marque Adidas voit ensuite le jour.
La chaussure Superstar est devenue partie intégrante de la culture de la mode de la jeunesse populaire et sont maintenant portés régulièrement comme chaussures de ville, plutôt que pour le sport. Les Superstars, comme la Converse Chuck Taylor All Star, ont facilement fait la transition du terrain de basket-ball à la rue, arborées par les amateurs de hip-hop. À la fin des années 1980, les b-boys portaient des chaussures avec des lacets épais supplémentaires appelés « fat laces », correspondant généralement la couleur des lacets avec la couleur des trois bandes de leur chaussure. Les Superstars (maintenant connu officiellement sous l'appellation « Superstar II » étant donné que la forme actuelle de production diffère de l'original) sont maintenant vendues dans les magasins Adidas Originals, avec de nouveaux coloris et designs pour la marque, la Superstar devient une chaussure de mode arborant différents thèmes, tels que les équipes de la NBA, les grandes villes américaines etc. La Superstar de fabrication originale française arbore une languette dorée avec le logo noir, ce qui en fait un des modèles les plus désirés. Désormais, certains modèles conçoivent aussi la Superstar avec le logo dorée sur la languette.

## 35eanniversaire
En 2005, Adidas célèbre le 35e anniversaire de la Superstar en collaborant avec des icônes du monde de la musique, de la mode et de l'art pour créer la collection Adidas 35e anniversaire, comprenant trente-cinq modèles différents provenant de cinq séries limitées.

## 45eanniversaire

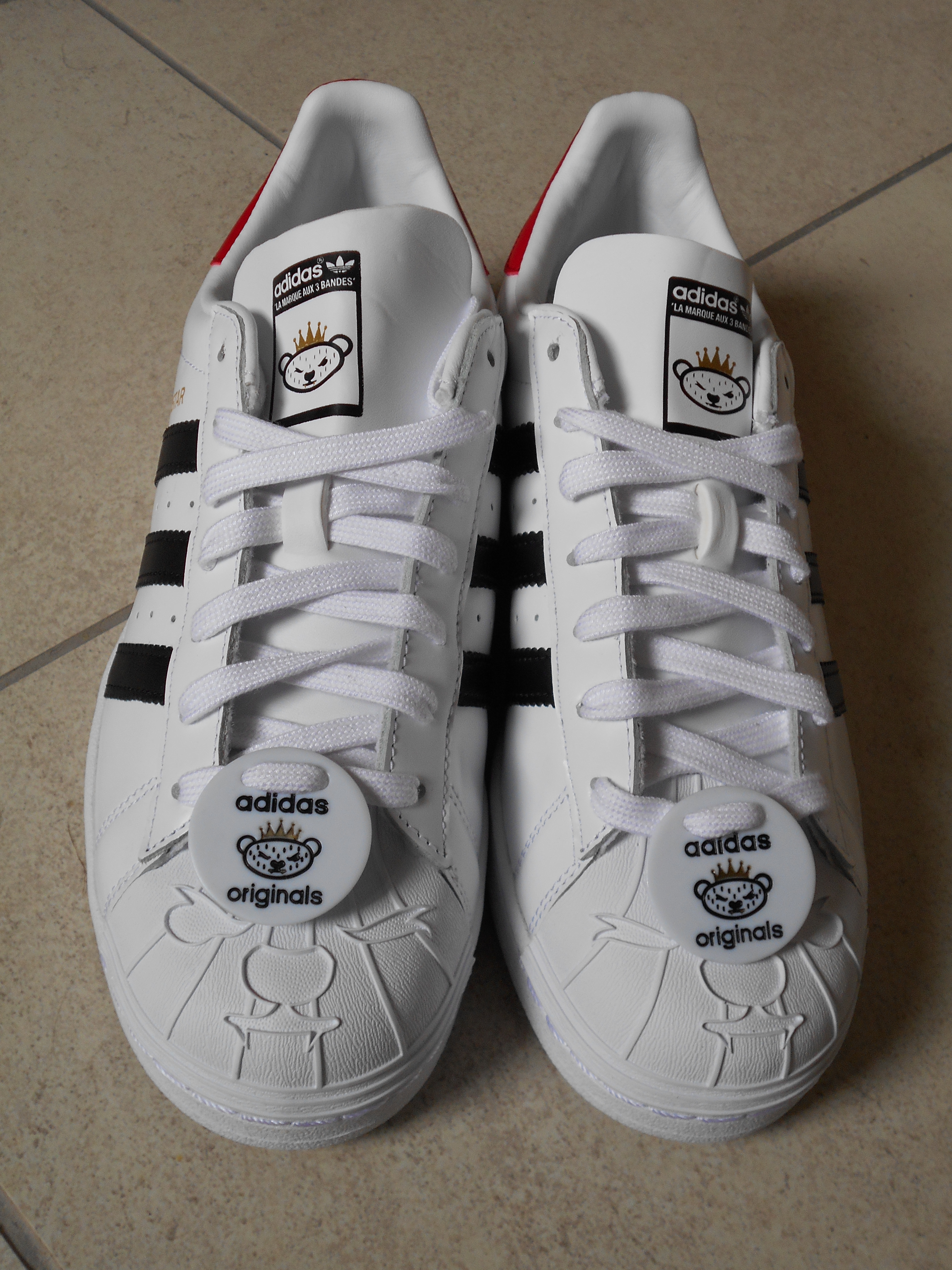
Des Superstars Nigo Bearfoot en 2015. L'ours royal, signature de Nigo, y est représenté.

À l'occasion du 45e anniversaire de la Superstar en 2015, Adidas réédite la sneaker en collaborant comme il y a dix ans avec différent professionnelles et célébrités. La campagne a commencé en décembre 2014, lorsque Adidas Originals en partenariat avec les Ateliers Heschung, une entreprise familiale française qui fabriquaient des modèles pour Adidas dans les années 70, créer une édition spéciale Adidas Consortium Superstar « Made in France », ressemblant de près à la Superstar Vintage de 1969. En janvier 2015, Adidas sort un spot publicitaire mettant en scène quatre « stars » : Pharrell Williams, David Beckham, Rita Ora et Damian Lillard leur demandant ce qu'était pour eux une « Superstar ». Il est annoncé également une collection « Pharrell Williams × adidas Originals Consortium » représentant plus d'une trentaine de modèle designer par Pharell Williams disponible en série limitée en mars 2015. Le designer japonais Nigo créa également une série de Superstars (dont les "Bearfoot"),.

## Principales versions
Adidas Superstar Vintage

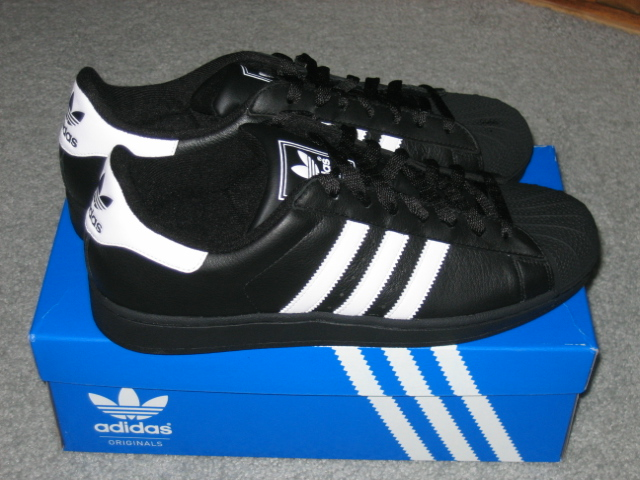
Une paire d'Adidas Superstar II couleur noir avec des bandes blanches.

La Superstar Vintage possède la forme originale de la Superstar de 1969. Col plus large au niveau de la cheville, protection du tendon d'Achille plus petite et sans trèfle Adidas, tige plus longue, avant-pied plus court, coque moins rugueuse et plusieurs autres détails spécifiques.
Adidas Superstar I
C'est la Superstar classique qui au début du milieu des années 80 sera révélée par le milieu du hip-hop de plus en plus couronnés de succès. Sa silhouette est plus épaisse que la Superstar vintage, la coque est plus rugueuse, la protection du tendon d'Achille est surélevée et est muni du trèfle Adidas, la languette n'est pas rembourrée.
Adidas Superstar II
Introduit dans les années 1990, cette Superstar est presque identique à la Superstar I, mais la languette est plus épaisse et rembourrée.
Adidas Superstar Foundation
Très répandue à partir de 2015, seuls des détails la distinguent des modèles précédents. Le mot "Superstar" se trouve sur le côté, au dessus de la bande supérieure. Sous la semelle, le nom "Adidas", se trouvant sur la Superstar II au niveau du talon, s'est déplacé au niveau de la plante du pied. La matière diffère : la Superstar II est en cuir, la Foundation en synthétique.

## Culture populaire

### Dans la musique
- Run-DMC, le plus célèbre groupe musical à porter ce modèle, les membres du groupe portent très fréquemment une paire de Superstar notamment lors des concerts et des représentations du single My Adidas.
- Les membres du groupe nu metal Korn portent souvent des Superstars lors de concerts et de clips, par exemple dans : Shoots and Ladders, Clown, A.D.I.D.A.S., Blind, Somebody Someone et Y'all Want a Single.
- Le batteur des Slipknot, Joey Jordison, porte souvent des Superstars noires lors des concerts ainsi qu'aux séances photo avec le groupe, et dans des clips, il en chausse notamment dans le clip Before I Forget, qui vaut au groupe un Grammy Award et dans le clip The Nameless issu de leur album 9.0: Live.
- En 2002, dans le clip du groupe Sum 41, Motivation, Deryck Whibley chausse des Superstars classiques blanches.
- En 2003, dans le clip du groupe Good Charlotte, Girls and Boys, Joel Madden danse dans un survêtement blanc et une paire de Superstar.
- Miles Doughty et Kyle McDonald du groupe Slightly Stoopid sont souvent vu porter des Superstars lors de leurs représentations.
- Chris Martin du groupe Coldplay conserve ses chaussures Adidas Superstar lors de leurs concerts depuis le début de la tournée pour leur album X&Y en 2005.
- Benjamin Burnley du groupe de rock Breaking Benjamin peut être souvent vu portant des Superstars noires et blanches.
- Beaucoup d'autres groupe de metal et de rock sont souvent vu porter des Superstars, dont notamment : Limp Bizkit, Deftones, Papa Roach, Staind, Incubus, Puddle of Mudd, Clutch et Taproot.
- Karl Hyde, un leader du groupe Underworld, porte toujours des Superstar lors de leurs représentations.
- En 1999, dans le clip de Moby, Bodyrock, un danseur porte une paire de Superstar blanche à bandes noires.
- En 2003, dans le clip du groupe The Black Eyed Peas, Shut Up, Fergie et sa bande de danseuses portent des Superstars blanches à bandes noires, on peut aussi apercevoir les chaussures étalées à la vitrine d'un magasin.
- En 2002, dans le clip du groupe N.E.R.D, Rock Star (chanson) (en) Pharrell Williams chausse des Superstars classiques blanches.
- En 2002, dans le clip de la chanteuse Jessica Simpson, Irresistible, Lil' Bow Wow porte une paire de Superstar.
- En 2003, dans le clip du chanteur Craig David, Hidden Agenda, on peut voir ce dernier porter des Superstars noires et blanches à la fin de la vidéo avec Roselyn Sánchez.
- En 2005, dans le clip de la chanteuse Wallen, L'olivier, cette dernière porte des Superstars blanches à bandes noires.
- En 2005, dans le clip de la rappeuse Missy Elliott, Lose Control, les danseurs hip-hop portent des Superstars blanches.
- En 2006, dans le clip de la chanteuse Beyoncé, Upgrade U, en featuring avec Jay-Z, ce dernier porte des Supertars blanches.
- En 2006, dans le clip Love me or hate me de la chanteuse de grime, Lady Sovereign, cette dernière porte des Superstars blanches à bandes noires.
- En 2007, dans le clip du rappeur Jay-Z, Roc Boys (And The Winner Is)..., ce dernier porte une paire de Superstar blanche.
- En 2008, dans le clip du rappeur Orelsan, Changement, ce dernier porte une paire de Superstar aux couleurs des Grizzlies de Memphis.
- En 2008, dans le clip de la rappeuse Lil Mama, Shawty Get Loose, en featuring avec T-Pain et Chris Brown, ce dernier porte une paire de Superstar blanche à bandes noires.
- En 2008, dans le clip du groupe C-Side, Boyfriend/Girlfriend, Bo-Q porte une paire de Superstar noire.
- En 2008, la chanteuse de RnB, Estelle, fait référence à ce modèle dans sa chanson American Boy en featuring avec le rappeur Kanye West : « Dressed in all your fancy clothes, Sneaker's looking fresh to death, I'm lovin' those shell toes ».
- En 2009, dans le clip du chanteur Jay Sean, Down, en featuring avec Lil Wayne, ce dernier porte une paire de Superstar blanche à bandes noires.
- L'un des membres du groupe de rap japonais Fullmember met régulièrement des Superstars. Le groupe a d'ailleurs choisi la semelle de la sneaker comme logo. Dans le clip de « Rap my city » réalisé avec le groupe The Grasshopper Set (2010), un gros plan montre les Superstars blanches à bandes noires du chanteur[10].

### Au cinéma
- Dans le film High Fidelity sortie en 2000, l'acteur principal John Cusack, porte une paire de Superstar noire et blanche.
- Dans le film Wolf Creek  sortie en 2005, le personnage de Kristy Earl porte une paire de Superstar blanche.
- Dans le film Gone Baby Gone de 2007, l'acteur principal Casey Affleck, porte une paire de Superstar blanche à bandes noires.
- Dans le film Transformers 2 de 2009, l'acteur principal Shia LaBeouf, porte une paire de Superstar noire quand il fuit le deceptican Alice.
- Dans le film Scott Pilgrim de 2010, l'acteur principal Michael Cera, porte une variété de chaussures Superstar de différentes couleurs.
- Yukio « Koyuki » Tanaka de BECK est vu portant des Superstars dans le manga, l'anime, et le film live.
- Dans le film Nerve de 2016, l'actrice principale Emma Roberts, porte une paire de Superstar blanche à bandes noires.

### Dans les jeux vidéo
- Cody Travers de la série de jeux vidéo Final Fight porte une paire de Superstar dans les jeux vidéo Street Fighter Alpha 3 et Street Fighter IV.
- Sur la version PC du jeu vidéo Grand Theft Auto III sortie en 2002, le protagoniste Claude Speed peut porter une paire de Superstar blanche à bandes noires en prenant le skin « playa2 ».
- Dans le jeu vidéo Grand Theft Auto: Vice City sortie en 2002, le protagoniste Tommy Vercetti porte une paire de Superstar blanche.
- Dans le jeu vidéo Grand Theft Auto: Liberty City Stories sortie en 2005, le protagoniste Toni Cipriani peut porter une paire de Superstar blanche à bandes noires en portant sa tenue « Antonio ».
- Dans le jeu vidéo Grand Theft Auto: Vice City Stories sortie en 2006, le protagoniste Vic Vance porte une paire de Superstar blanche à bandes noires après avoir été chassé de l'armée.